# Yacouba Barry
Yacouba Barry (Gonesse, 25 november 2002) is een Frans voetballer die sinds 2024 uitkomt voor RWDM.

## Clubcarrière
Barry ruilde in 2020 de jeugdopleiding van US Chantilly voor RC Lens. Op 26 september 2020 maakte hij zijn officiële debuut voor het tweede elftal van RC Lens, dat toen uitkwam in de Championnat National 2: in de 3-0-nederlaag tegen FC Metz B mocht hij in de 66e minuut invallen. Het bleef dat seizoen bij dat ene optreden in de Championnat National 2. In de twee daaropvolgende seizoenen speelde Barry, die in november 2022 zijn eerste profcontract ondertekende, opgeteld 39 competitiewedstrijden voor het tweede elftal van Lens.
Na drie seizoenen bij Lens stapte Barry, die in het seizoen 2022/23 een paar keer de wedstrijdselectie van het eerste elftal van Lens had gehaald, over naar tweedeklasser FC Annecy. Barry werd er bij zijn komst gezien als een speler voor de centrale verdediger of de rechterflank, maar de Fransman werd bij Annecy al gauw hoger in het centrum of meer naar links opgesteld door trainer Laurent Guyot. Barry speelde dat seizoen 31 officiële wedstrijden voor Annecy, dat dat seizoen maanden aan een stuk in de degradatiezone stond maar uiteindelijk veertiende eindigde in de Ligue 2.
In juli ondertekende Barry een driejarig contract bij de Belgische tweedeklasser RWDM.

## Clubstatistieken
| Seizoen         | Club            | Land               | Competitie             | Competitie | Competitie | Beker | Beker | Supercup | Supercup | Europees | Europees | Totaal | Totaal |
| Seizoen         | Club            | Land               | Competitie             | Wed.       | Dlp.       | Wed.  | Dlp.  | Wed.     | Dlp.     | Wed.     | Dlp.     | Wed.   | Dlp.   |
| --------------- | --------------- | ------------------ | ---------------------- | ---------- | ---------- | ----- | ----- | -------- | -------- | -------- | -------- | ------ | ------ |
| 2020/21         | RC Lens B       | Vlag van Frankrijk | Championnat National 2 | 1          | 0          | —     | —     | —        | —        | —        | —        | 1      | 0      |
| 2021/22         | RC Lens B       | Vlag van Frankrijk | Championnat National 2 | 21         | 0          | —     | —     | —        | —        | —        | —        | 21     | 0      |
| 2022/23         | RC Lens B       | Vlag van Frankrijk | Championnat National 3 | 18         | 1          | —     | —     | —        | —        | —        | —        | 18     | 1      |
| 2023/24         | FC Annecy       | Vlag van Frankrijk | Ligue 2                | 29         | 0          | 2     | 0     | —        | —        | —        | —        | 31     | 0      |
| 2024/25         | RWDM            | Vlag van België    | Eerste klasse B        | 1          | 0          | 0     | 0     | —        | —        | —        | —        | 1      | 0      |
| Carrière totaal | Carrière totaal | Carrière totaal    | Carrière totaal        | 70         | 1          | 2     | 0     | 0        | 0        | 0        | 0        | 72     | 1      |

Bijgewerkt op 25 augustus 2024.
1 Lathouwers ·
3 Halilou ·
4 Doudaev ·
5 De Sart ·
6 Halifa ·
7 Montes ·
8 Abe ·
9 Parzyszek ·
10 Robail ·
11 Ziani ·
15 Laâziri ·
17 Barry ·
20 Poku ·
21 Marsoni ·
22 Soelle Soelle ·
23 Del Piage ·
26 Kestens ·
28 Hubert ·
29 Maurer ·
30 Baghli ·
31 Dodeigne ·
43 Sousa ·
49 Sapata ·
51 Preijs ·
53 Messad-Kouchiche ·
60 Awudu ·
70 Nkurunziza ·
77 Biron ·
83 Lemmens ·
84 El Arouch ·
99 Benjdida ·
Coach: Ferrera
· Assistent-coach: Baherlé
· Assistent-coach: De Camargo